# Paxillus forsteri
Paxillus forsteri is een keversoort uit de familie Passalidae. De wetenschappelijke naam van de soort is voor het eerst geldig gepubliceerd in 1927 door Luederwaldt.